# جيسي برنارد
جيسي برنارد (بالإنجليزية: Jessie Bernard)‏ هي عالمة اجتماع وكاتِبة أمريكية، ولدت في 8 يونيو 1903 في منيابولس في الولايات المتحدة، وتوفيت في 6 أكتوبر 1996 في واشنطن العاصمة في الولايات المتحدة.

## وصلات خارجية
- جيسي برنارد على موقع الموسوعة البريطانية (الإنجليزية)